# Josep Maria Triginer i Fernández
Josep Maria Triginer Fernández (Agramunt, Urgell, 1943) és un polític català.

## Inicis
Nascut a Agramunt, Urgell el 1943. Estudià peritatge industrial a Terrassa (1961-1966), i s'especialitzà en mecànica.

## Trajectòria durant el franquisme[1]
El 1962 ingressà a les Joventuts Socialistes de Catalunya (F. Catalana del PSOE) de les quals arribà a ser membre de la Comissió Socialista Federal, destacà en la reconstrucció del PSOE i la UGT a Catalunya durant la clandestinitat.
Va treballar a les empreses Bernaldo Blanch, E. A., de Badalona (1967-1973); Innocenti Blanch, S.A., de Barcelona (1973-1975) i Expansión comercial Industrial, S.A, de Barcelona (1975-1977).
El 1977 fou elegit diputat per la Coalició Socialistes de Catalunya a les eleccions generals espanyoles de 1977, en qualitat de primer secretari de la Federació Catalana del PSOE. Fou membre de la Comissió de Parlamentaris que negocià amb el President Tarradellas el restabliment de la Generalitat Provisional.

## L'etapa democràtica[2]
El 1978 com a primer secretari de la Federació Catalana del PSOE participà i tingué un paper clau en el procés i el congrés que constituí el Partit dels Socialistes de Catalunya (PSC-PSOE), en el que serà membre de la direcció. També en el 1978 com parlamentari fou membre de la Comissió dels Vint que redactà al parador de Sau, les Masies de Roda l'avantprojecte d'Estatut d'Autonomia de Catalunya.
Juntament amb Joan Reventós seran els representants del PSC en la signatura dels Pactes de la Moncloa. Fou conseller sense cartera de la Generalitat Provisional del 1977-1980.
Reelegit diputat a les 1979, 1982, formà part de la Comissió Constitucional del Congrés dels Diputats que el 13 d'agost de 1979 aprovà el text de l'Estatut d'Autonomia de Catalunya. També ostentà la presidència de la Comissió d'Indústria i Obres Públiques (1982-1986).
Serà elegit senador per la província de Barcelona a les eleccions generals espanyoles de 1989. Deixà el càrrec el 1993.
Va ser conseller de la Corporació Catalana de Ràdio i Televisió.
Va deixar constància de les seves experiències polítiques al llibre "La continuidad del cambio".